# سارية الصايغ
سارية فؤاد الصايغ (من مواليد 28 أغسطس 1985) هي لاعبة كرة قدم لبنانية سابقة ولاعبة كرة قدم الصالات ورئيسة نادي نجوم الرياضة اللبناني، مثلت لبنان دولياً كمهاجمة في كل من كرة القدم وكرة الصالات.

## مهنة النادي
لعبت مع نادي الصداقة في الدوري اللبناني لكرة القدم للسيدات بين عامي 2008 و2014، وفازت بلقب الدوري ست مرات وكأس لبنان خمس مرات. بين عامي 2008 و2010، تعرضت لإصابة في الكاحل، الأمر الذي جعلها ترك للعب. ثم قامت بتأسيس نادي النجوم للرياضة عام 2014.

## مهنة دولية
توجت مع لبنان في كل من كرة القدم وكرة الصالات؛ في كرة القدم، مثلت لبنان في تصفيات كأس آسيا للسيدات 2014 عام 2013، حيث لعبت ثلاث مباريات وسجلت هدفين في مرمى الكويت.
في كرة الصالات، لعبت مع منتخب لبنان في بطولة اتحاد غرب آسيا لكرة الصالات للسيدات 2008.

## الإحصائيات المهنية

### دولية
| ت. | تاريخ        | مكان                           | الخصم  | نتيجة | الحصيلة | مسابقة                       | مراجع |
| -- | ------------ | ------------------------------ | ------ | ----- | ------- | ---------------------------- | ----- |
| 1  | 9 يونيو 2013 | ستاد عمان الدولي، عمان، الأردن | الكويت | 6-0   | 12-1    | تصفيات كأس آسيا للسيدات 2014 | [ 5 ] |
| 2  | 9 يونيو 2013 | ستاد عمان الدولي، عمان، الأردن | الكويت | 7-0   | 12-1    | تصفيات كأس آسيا للسيدات 2014 | [ 5 ] |

## الانجازات
لبنان
- بطولة اتحاد غرب آسيا لكرة القدم للسيدات المركز الثالث: 2007

## روابط خارجية
- سارية الصايغ على موقع أف آي لبنان (FA Lebanon)
- سارية الصايغ  على سكروي